# Cmentarz wojenny nr 53 – Czarne
Cmentarz wojenny nr 53 – Czarne – cmentarz z I wojny światowej, zaprojektowany przez Dušana Jurkoviča znajdujący się we wsi Czarne w powiecie gorlickim, w gminie Sękowa. Jeden z ponad 400 zachodniogalicyjskich cmentarzy wojennych zbudowanych przez Oddział Grobów Wojennych C. i K. Komendantury Wojskowej w Krakowie.

## Opis
Cmentarz położony jest przy drodze Wyszowatka – Czarne, oddzielony od drogi ogrodzeniem krytym gontem. Zajmuje powierzchnię około 660 m².
Na cmentarzu jest pochowanych 377 żołnierzy w czterech grobach zbiorowych oraz 10 pojedynczych poległych w styczniu 1915 roku:
- 316 Rosjan m.in. z 193 Rymnickiego Pułku Piechoty,
- 61 Austriaków m.in. z 87 IR.

Na terenie cmentarza na cokole jednego z krzyży, umieszczona została oryginalna tablica kamienna z inskrypcją w języku niemieckim.
| WIR WAREN FRUCHT NUN SIND WIR SAAT GEWORDEN ZU TAUSEND FALTIGEM BLUHN |

| BYLIŚMY OWOCEM STALIŚMY SIĘ NASIENIEM KTÓRE WYDA TYSIĘCZNY PLON |

## Galeria

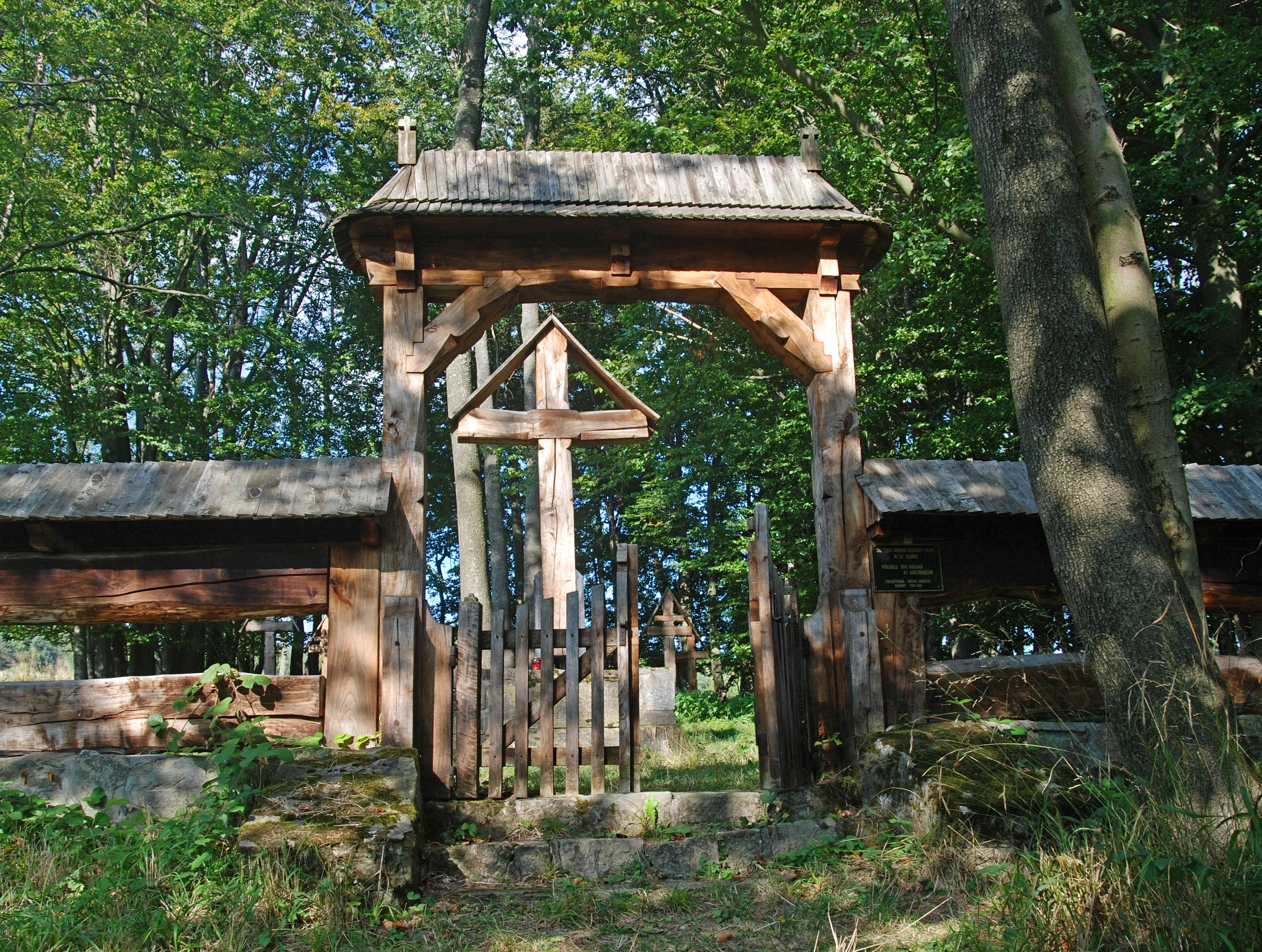
Brama wejściowa
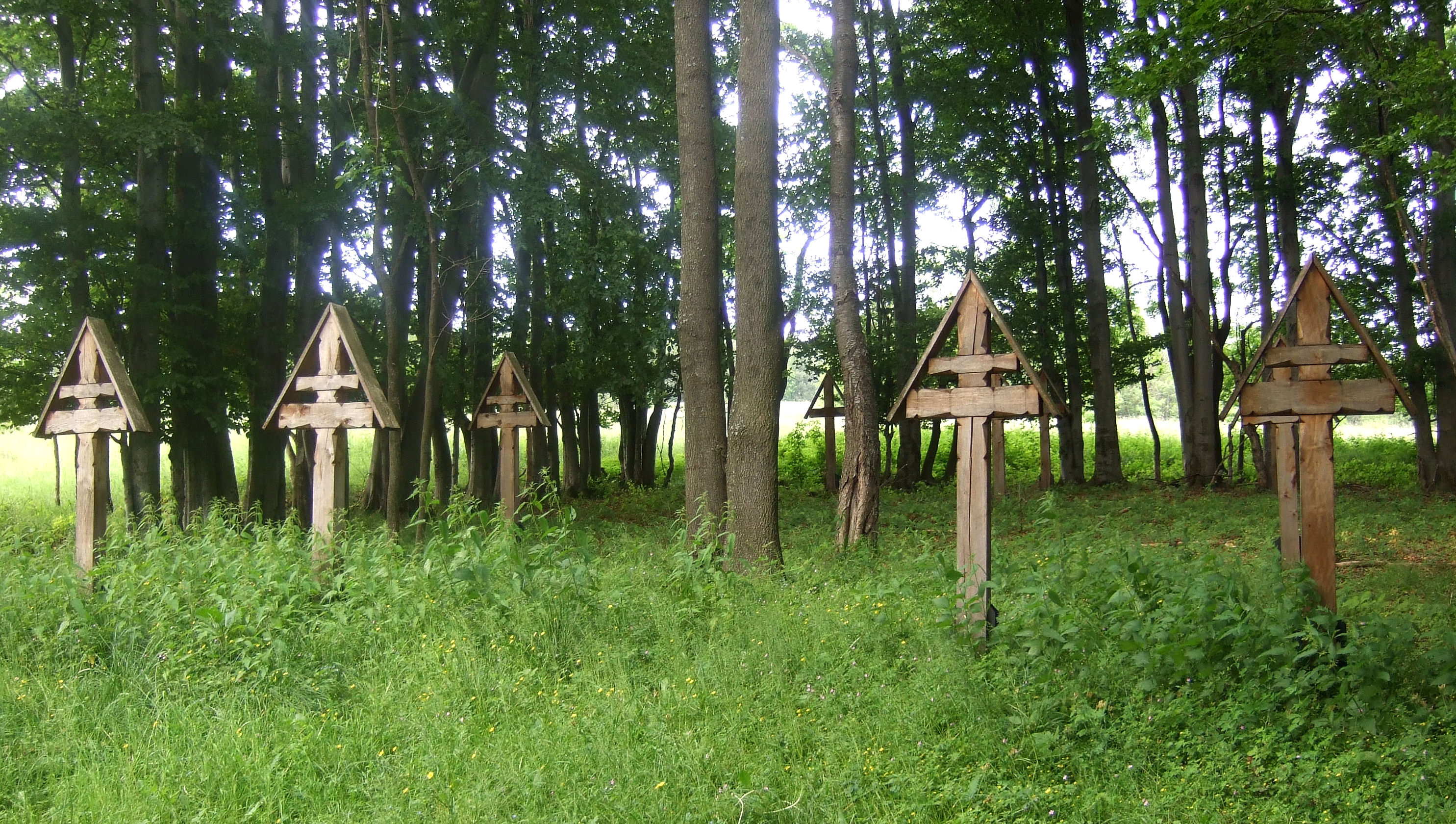
Widok ogólny
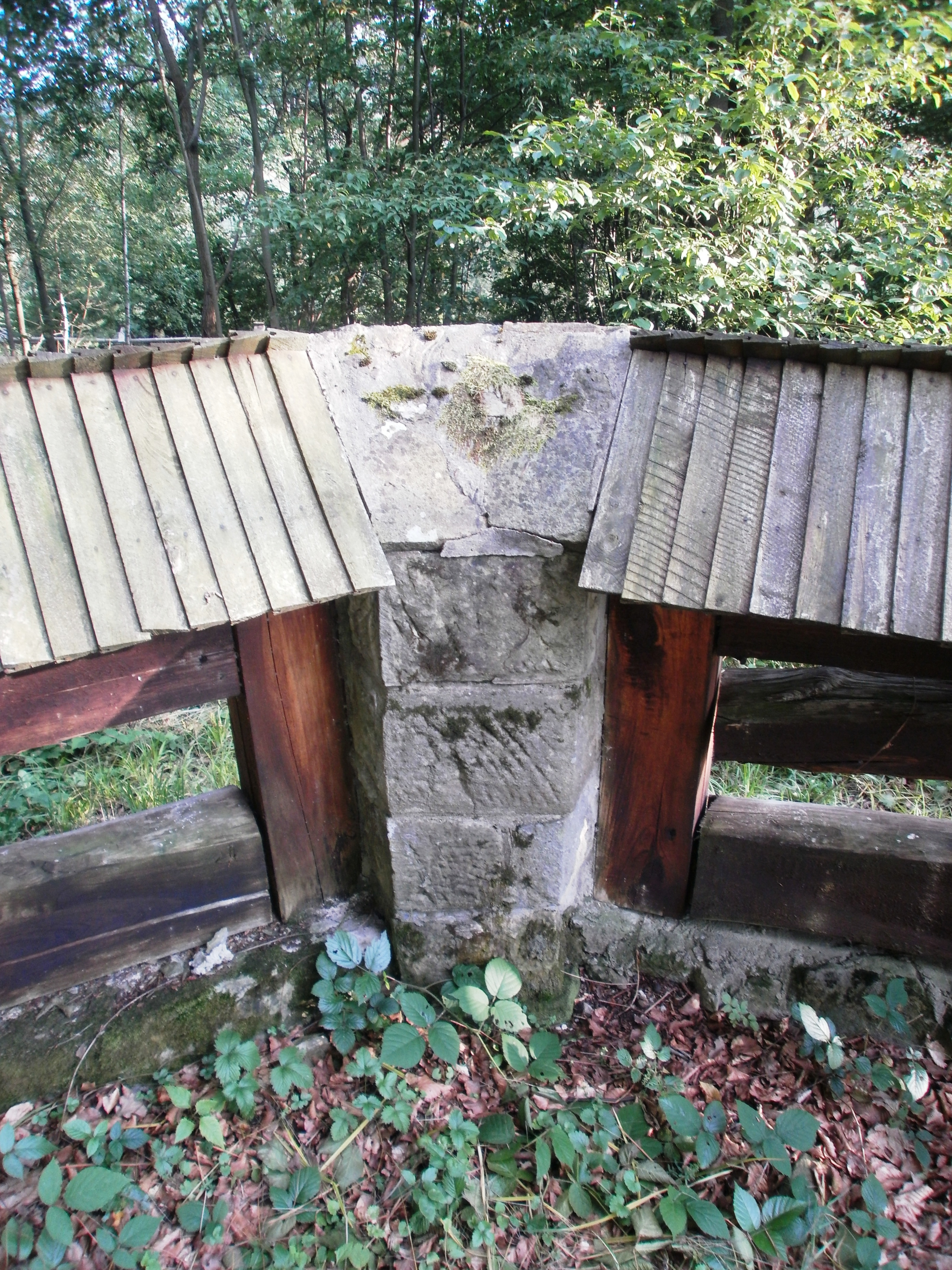
Fragment ogrodzenia
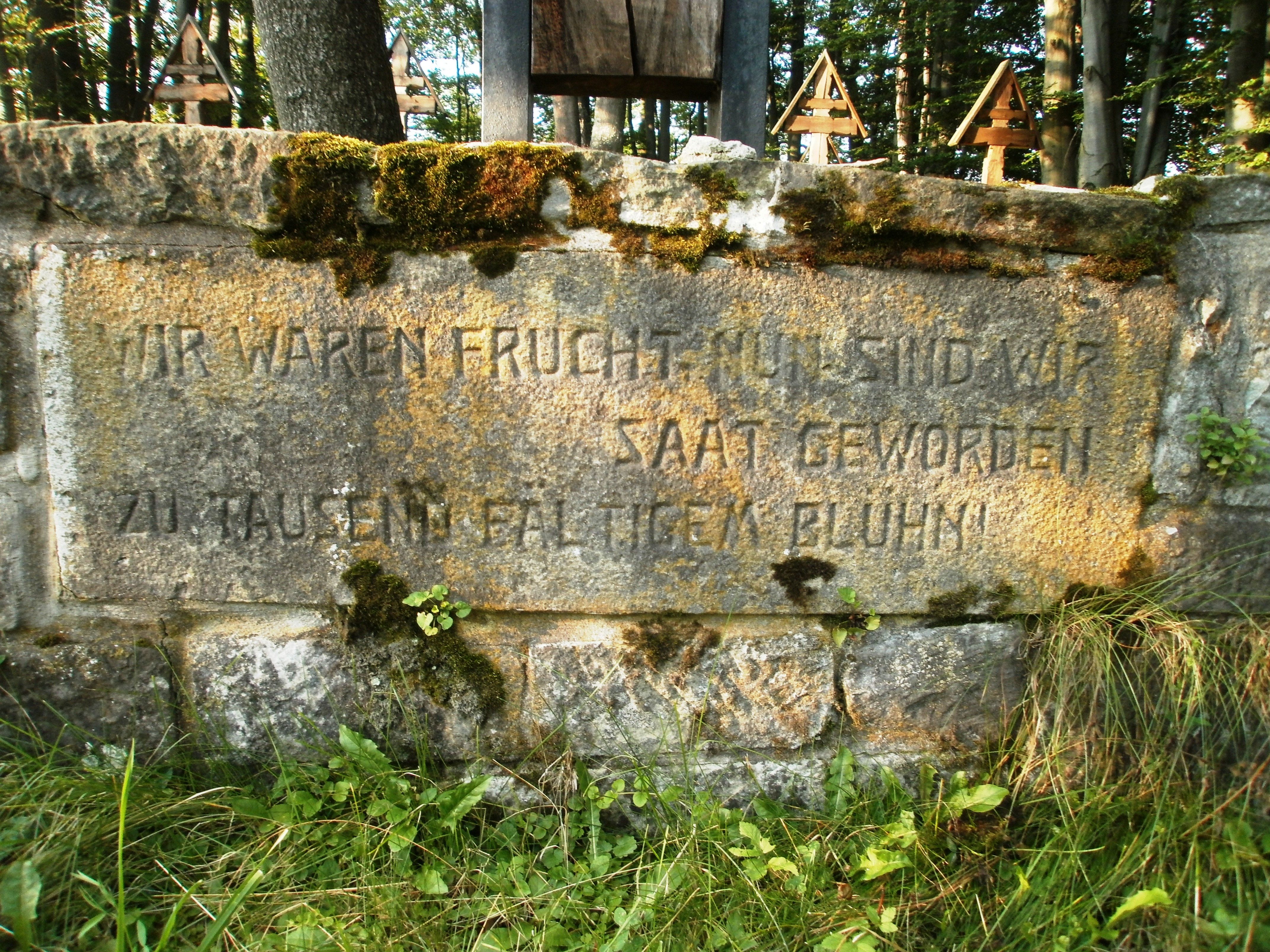
Inskrypcja
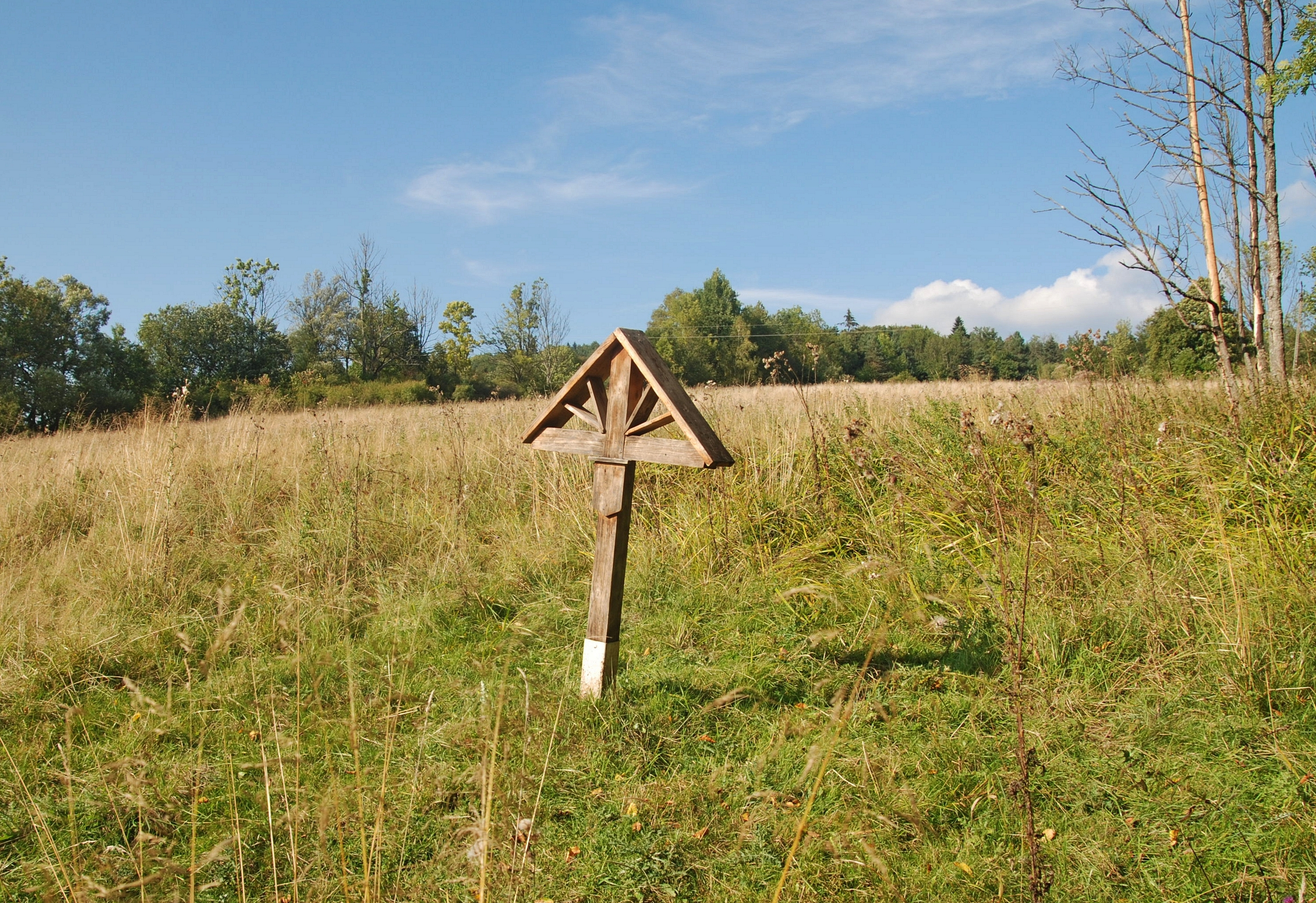
Krzyż przed cmentarzem